# Ишуткин, Олег Валентинович
Оле́г Валенти́нович Ишу́ткин (род. 22 июля 1975, Атяшево, Мордовская АССР) — российский легкоатлет, специалист по спортивной ходьбе. Выступал за сборную России по лёгкой атлетике в 1994—2000 годах, победитель Кубка мира в командном зачёте, победитель и призёр первенств всероссийского значения, участник чемпионата мира в Афинах. Представлял Мордовию. Мастер спорта России международного класса.

## Биография
Олег Ишуткин родился 22 июля 1975 года в рабочем посёлке Атяшево, Мордовская АССР. Происходит из спортивной семьи, отец Валентин Ишуткин — тренер по лёгкой атлетике, дядя Евгений Ишуткин — так же успешный легкоатлет, учитель физкультуры. Занимался лёгкой атлетикой в Атяшевской детско-юношеской спортивной школе. Окончил факультет физического воспитания Мордовского государственного педагогического института имени М. Е. Евсевьева.
Впервые заявил о себе на международном уровне в сезоне 1994 года, когда вошёл в состав российской национальной сборной и выступил на юниорском мировом первенстве в Лиссабоне, где в зачёте ходьбы на 10 000 метров финишировал седьмым.
В 1997 году на Кубке мира по спортивной ходьбе в Подебрадах с личным рекордом 3:40.12 стал серебряным призёром в личном зачёте 50 км, уступив только испанцу Хесусу Анхелю Гарсии, и тем самым помог своим соотечественникам выиграть мужской командный зачёт. Позднее на чемпионате мира в Афинах с результатом 3:50.04 пришёл к финишу четвёртым.
В 1998 году в дисциплине 50 км стартовал на Кубке Европы в Дудинце и на чемпионате Европы в Будапеште, в обоих случаях был дисквалифицирован.
В 1999 году одержал победу на чемпионате России по спортивной ходьбе в Саранске, показав восьмой результат мирового сезона — 3:44.18.
В 2000 году на Кубке Европы в Айзенхюттенштадте с результатом 4:17.43 занял 39-е место.
За выдающиеся спортивные достижения удостоен почётного звания «Мастер спорта России международного класса».
Впоследствии постоянно проживал в Москве, занимал должность исполнительного директора общественной организации «Мордовское землячество». Жена Вера Николаева — мастер спорта по спортивной ходьбе. Есть трое детей. В 2021 году баллотировался в депутаты Государственного Собрания Республики Мордовия от партии КПРФ.